# Włodzimierz Lech Puchnowski
Włodzimierz Lech Puchnowski (ur. 28 lutego 1932 w Warszawie, zm. 15 października 2014) – akordeonista, pedagog i działacz społeczny, zwany "twórcą polskiej akordeonistyki". Założyciel i prezes Stowarzyszenia Akordeonistów Polskich. Założyciel Warszawskiego Kwintetu Akordeonowego. Propagator gry na akordeonie. Prowadził rozwiniętą działalność pedagogiczną i naukową.
Prorektor Akademii Muzycznej im. Fryderyka Chopina w latach 1981–1984, kierownik zakładu i międzyuczelnianej katedry akordeonistyki w latach 1979–2001. Został pochowany na cmentarzu w Powsinie.

## Przynależność do organizacji międzynarodowych[3]
- W latach 1959–1989 członek, trzykrotnie wiceprezes Confederation Internationale des Accordeonistes.
- Od 1984 r. członek International Council of Fine Arts Deans, San Marcos, USA.
- Od 1990 r. członek The American Biographical Institute Bur Oak Circle, Raleigh, North Carolina USA.
- Współzałożyciel w 1991 r. oraz członek zarządu International Accordionists Society, Ikkaalinen, Finlandia.
- Od 1993 r. członek honorowy Kuratorium Międzynarodowych Konkursów w Klingenthal Markneukirchen, Niemcy

## Wybrane publikacje[1]
- Zarys historii akordeonistyki w Polsce AMFC, Warszawa, 1986;
- Polnischer Aufbruch in Ungewisse "Neue Musikzeitung", Rok 41, Monachium, 1991;
- Ogólnopolskie i międzynarodowe konkursy akordeonowe w latach 1955-1995 (współautor A. Kuwaczka), AMFC, Warszawa, 1955;
- Katalog polskiej oryginalnej literatury akordeonowej (współautor Z. Koźlik), AMFC, Warszawa, 1989;
- Katalog pisemnych prac dyplomowych studentów katedry akordeonistyki AMFC, Warszawa, 1996;

## Wybrane wyróżnienia i odznaczenia[3]
- Odznaka „Zasłużony Działacz Kultury” (1972)
- Złoty Krzyż Zasługi (1973)
- Odznaka honorowa „Zasłużony Białostocczyźnie” (1982)
- Brązowy Medal „Za zasługi dla obronności kraju” (1982)
- Krzyż Kawalerski Orderu Odrodzenia Polski (1983)
- Medal Komisji Edukacji Narodowej (1985)
- Odznaka „Zasłużony dla województwa Tarnobrzeskiego” (1985)
- Honorowe Obywatelstwo stanu Texas, USA (1988)
- Doktorat Honorowy w dziedzinie filozofii muzyki, World University of the Roundtable, Benson, Arizona, USA (1988)
- Merit Award Confederation Internationale des Accordeonistes IMC/UNESCO (1971, 1986, 1989)
- Nagrody Ministra Kultury i Sztuki II stopnia (1970, 1974) i I stopnia (1980, 1987, 1988, 1990, 1996)
- Medal im. Hugo Herrmanna (1991)
- Srebrna Płyta Rosyjskiej Akademii Muzyki im. Gnesinych (1995)
- Krzyż Oficerski Orderu Odrodzenia Polski (2003)[5]
- Odznaka „Zasłużony dla Sanoka”[6]
- Medal Grzegorza z Sanoka (2014)[7]